# Hutsuli
Gli Hutsuli o Hutzuli o Huzuli (in ucraino Гуцули?, Huculi, in romeno Huțuli, in dialetto Hutsul: Hutsule, certe volte trascritto anche Hucul, Huzul, Gutsul, Guculs, Guzu, o Gutzuls, in polacco Huculi) sono un gruppo etnico-culturale ucraino appartenente alla minoranza rutena la cui popolazione abita la regione dei Carpazi chiamata Huculščina, nella Rutenia carpatica, con minoranze anche in Romania (Bucovina e Maramureș), Slovacchia e Polonia.
Gli huzuli diedero vita a una repubblica indipendente che ebbe breve durata, dal novembre del 1918 all'11 giugno del 1919.

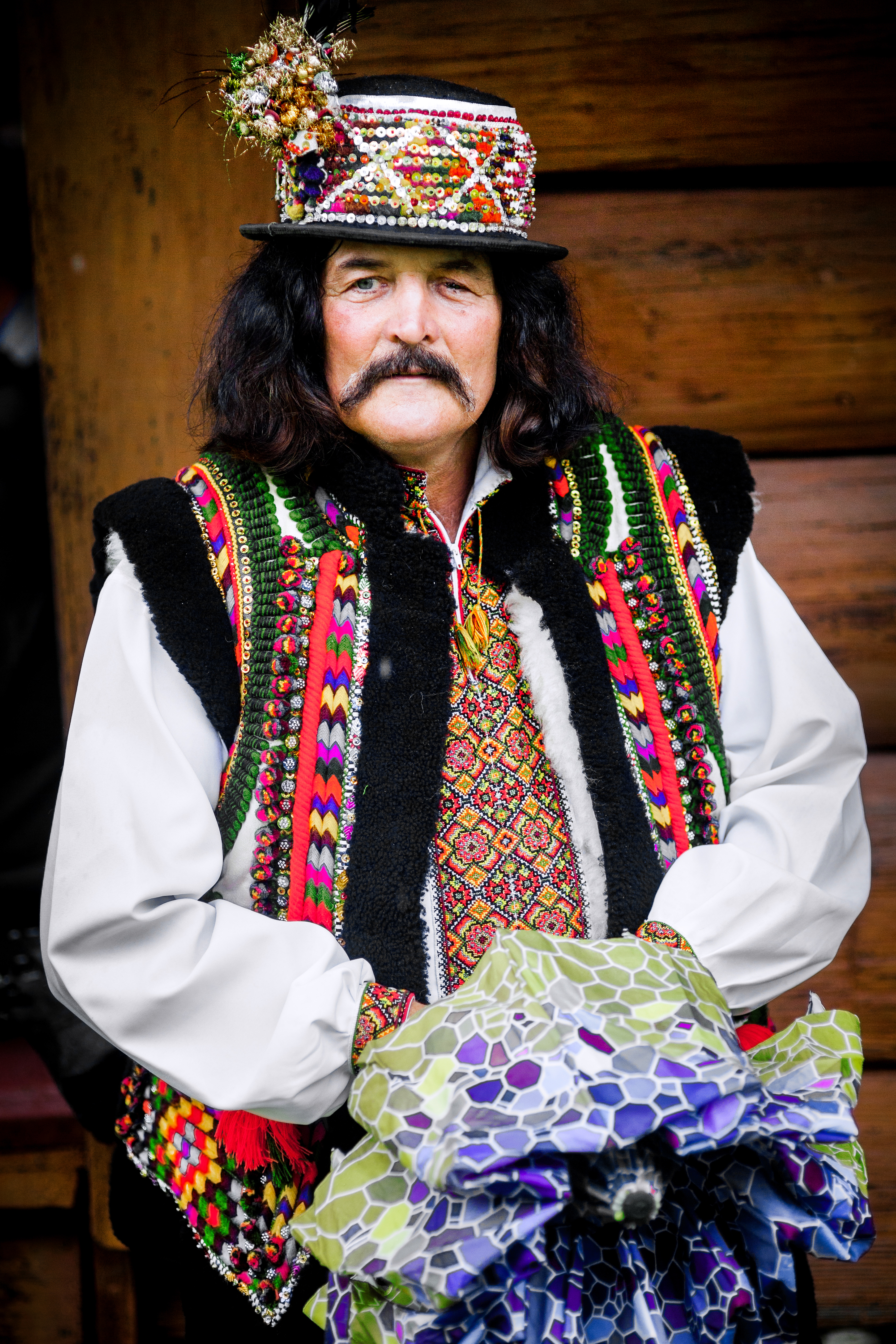
Hutsuli nel loro costume regionale nel 2014

## Lingua
La lingua parlata dagli Hutsuli è un dialetto della lingua rutena, ma è comunemente usata anche la lingua ucraina.